# Zamora (Ecuador)
Zamora, también conocida como Zamora de los Alcaides, es una ciudad ecuatoriana; cabecera del cantón Zamora y capital de la provincia de Zamora Chinchipe, así como la urbe más grande y poblada de la misma. Se localiza al sur de la Región amazónica del Ecuador, en los flancos externos de la cordillera oriental de los Andes, en la hoya del río Zamora, entre la confluencia de los ríos Zamora, Bombuscaro y Jamboé, a una altitud de 920 m s. n. m. y con un clima lluvioso tropical de 20 °C en promedio.
Es llamada "Capital del Paraíso" dada la constante presencia de diversas aves y cascadas que sobresalen de las quebradas que rodean la ciudad. En el censo de 2022 tenía una población de 17.584  habitantes, lo que la convierte en la sexagésima novena ciudad más poblada del país y sexta de la amazonía ecuatoriana. La ciudad es el núcleo del área metropolitana de Zamora, la cual está constituida además por ciudades y parroquias rurales cercanas; el conglomerado alberga a más de 30.000 habitantes, y ocupa la sexta posición entre las conurbaciones amazónicas.
Fue fundada el 6 de octubre de 1549, por Hernando de Barahona, y desde el siglo XVII, es una de las principales ciudades del sur de la región amazónica. Las actividades económicas principales de la ciudad son la minería, el comercio y la agricultura.

## Historia
El actual asentamiento humano conocido como Zamora, no se estableció definitivamente por colonos mestizos y blancos llegados de las provincias de Loja, Azuay y El Oro hasta el 12 de marzo de 1921 fecha en que resurgió el Vicariato Apostólico de Zamora, después de muchos intentos frustrados por los ataques y sublevaciones de los shuar. Cabe destacar que hubo dos fundaciones anteriores españolas con el nombre de Zamora en diferentes localidades de la provincia. La primera fundación fue llevada a cabo por el español Hernando de Barahona el 6 de octubre de 1549, y fue nombrada en honor a la ciudad española donde él había nacido, que lleva el mismo nombre.
Los datos más antiguos que tenemos sobre cuándo Zamora fue elevada a la categoría de parroquia ocurrieron en 1868, siendo Miguel Manríquez el primer juez parroquial de Zamora, años más tarde el intento de restablecer esta colonia terminó debido a las irrupciones de los shuar comandados por Chiriapa. En 1883, se restablece la parroquia siendo el Sr. Manuel Reyes su primer Teniente Político.
Hasta la década de los años 1930, Zamora siguió siendo una aldea con unas pocas casas a su alrededor, pero después de este período inició su expansión.

## Política
Territorialmente, la ciudad de Zamora está organizada en 2 parroquias urbanas, mientras que existen 13 parroquias rurales con las que complementa el aérea total del Cantón Zamora. El término "parroquia" es usado en el Ecuador para referirse a territorios dentro de la división administrativa municipal.
La ciudad y el cantón Zamora, al igual que las demás localidades ecuatorianas, se rige por una municipalidad según lo previsto en la Constitución de la República. El Gobierno Autónomo Descentralizado Municipal de Zamora, es una entidad de gobierno seccional que administra el cantón de forma autónoma al gobierno central. La municipalidad está organizada por la separación de poderes de carácter ejecutivo representado por el alcalde, y otro de carácter legislativo conformado por los miembros del concejo cantonal.
La ciudad de Zamora es la capital de la provincia de Zamora Chinchipe, por lo cual es sede de la Gobernación y de la Prefectura de la provincia. La Gobernación está dirigida por un ciudadano con título de Gobernador de Zamora Chinchipe y es elegido por designación del propio Presidente de la República como representante del poder ejecutivo del estado. La Prefectura, algunas veces denominada como Gobierno Provincial, está dirigida por un ciudadano con título de Prefecto Provincial de Zamora Chinchipe y es elegido por sufragio directo en fórmula única junto al candidato viceprefecto. Las funciones del Gobernador son en su mayoría de carácter representativo del Presidente de la República, mientras que las funciones del Prefecto están orientadas al mantenimiento y creación de infraestructura vial, turística, educativa, entre otras.
La Municipalidad de Zamora, se rige principalmente sobre la base de lo estipulado en los artículos 253 y 264 de la Constitución Política de la República y en la Ley de Régimen Municipal en sus artículos 1 y 16, que establece la autonomía funcional, económica y administrativa de la Entidad.

### Alcaldía

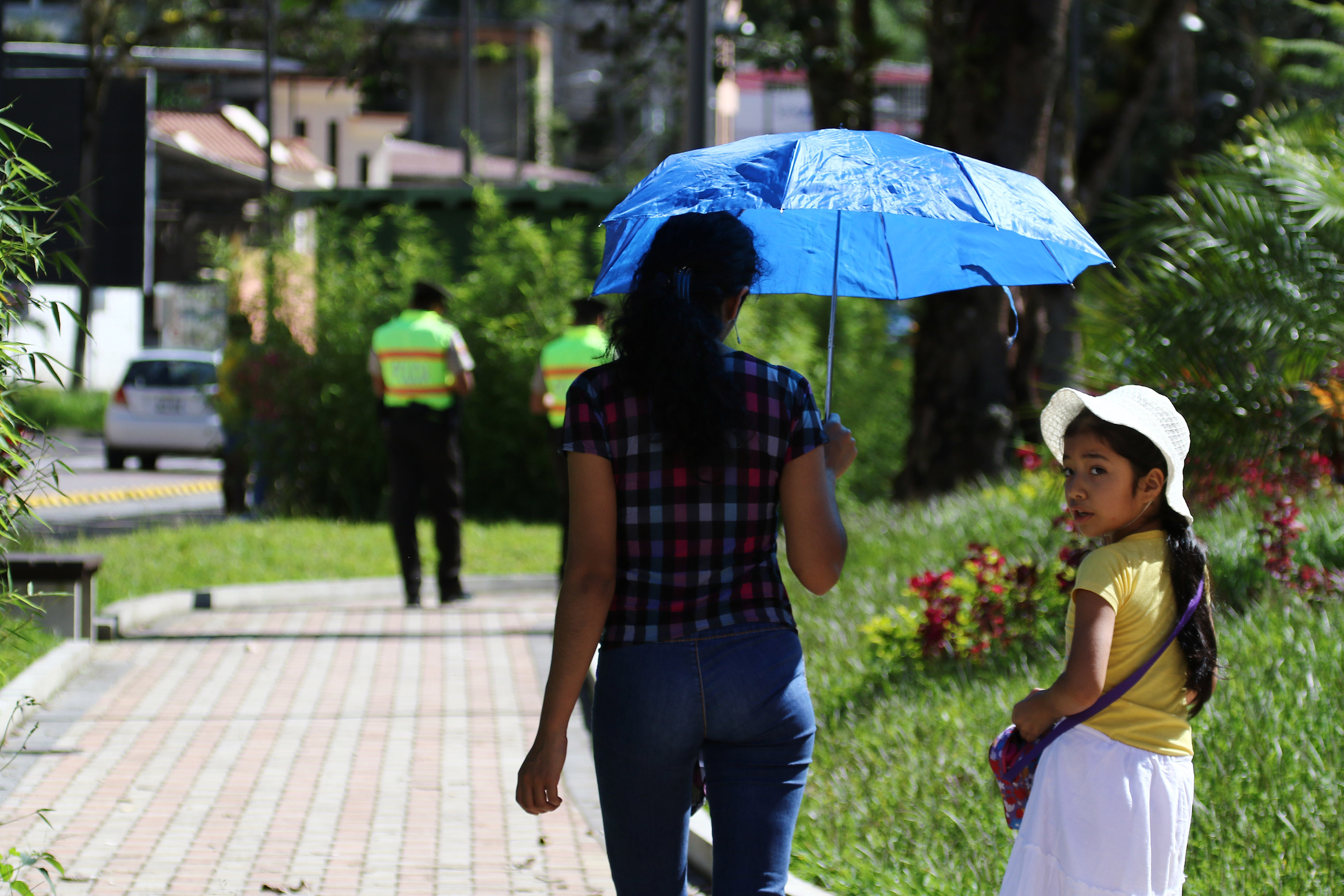
Habitantes zamoranos.

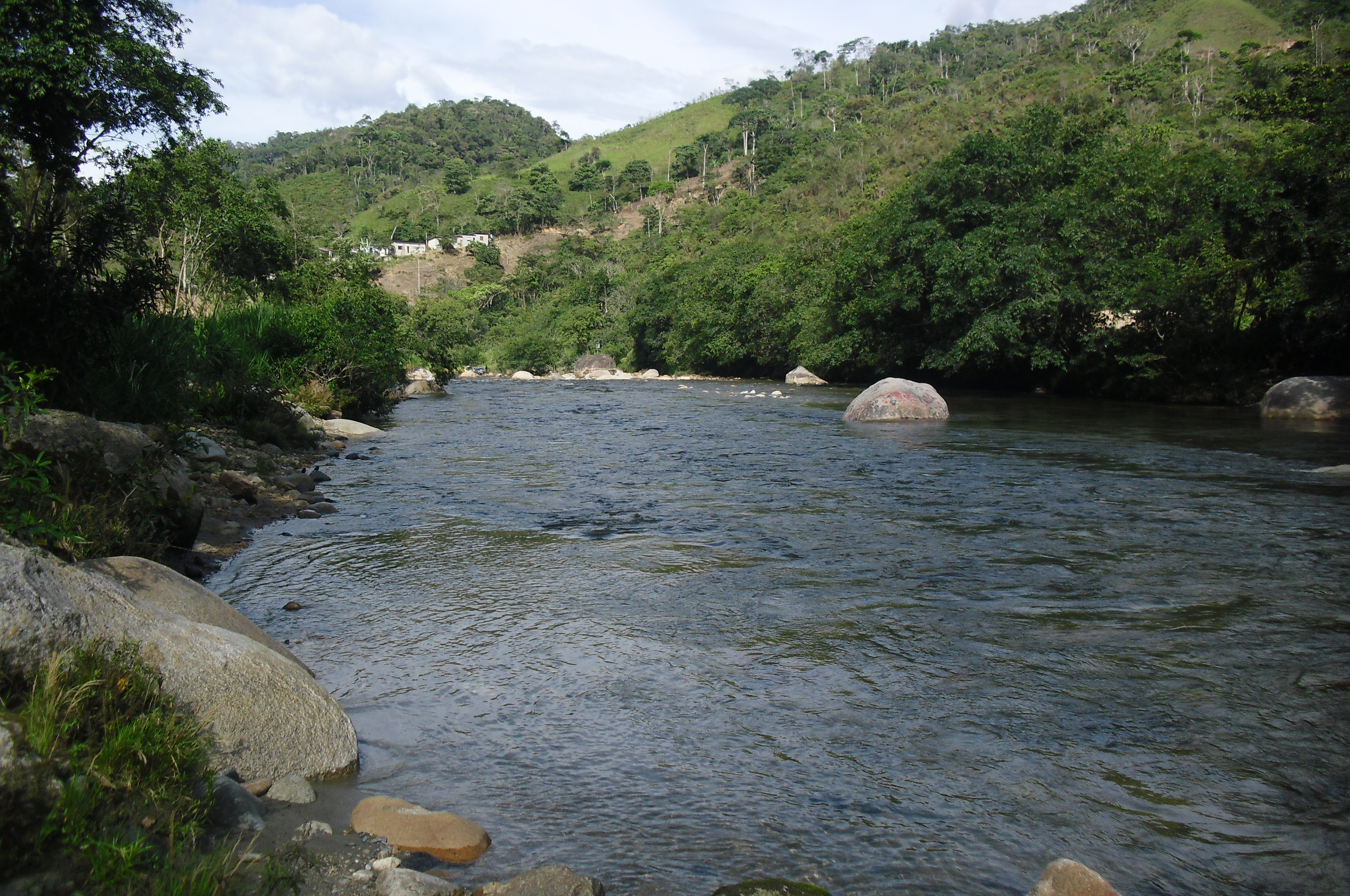
Río Bombuscaro, a su paso por "Las Ballenas".

El poder ejecutivo de la ciudad es desempeñado por un ciudadano con título de Alcalde del Cantón Zamora, el cual es elegido por sufragio directo en una sola vuelta electoral, sin fórmulas o binomios en las elecciones municipales. El vicealcalde no es elegido de la misma manera, ya que una vez instalado el Concejo Cantonal se elegirá entre los ediles un encargado para aquel cargo. El alcalde y el vicealcalde duran cuatro años en sus funciones, y en el caso del alcalde, tiene la opción de reelección inmediata o sucesiva. El alcalde es el máximo representante de la municipalidad y tiene voto dirimente en el concejo cantonal, mientras que el vicealcalde realiza las funciones del alcalde de modo suplente mientras no pueda ejercer sus funciones el alcalde titular.
El alcalde cuenta con su propio gabinete de administración municipal mediante múltiples direcciones de nivel de asesoría, de apoyo y operativo. Los encargados de aquellas direcciones municipales son designados por el propio alcalde. Actualmente, el alcalde de Zamora es Víctor Manuel González, reelegido para el periodo 2023 - 2027.

### Concejo cantonal
El poder legislativo de la ciudad es ejercido por el Concejo Cantonal de Zamora el cual es un pequeño parlamento unicameral que se constituye al igual que en los demás cantones mediante la disposición del artículo 253 de la Constitución Política Nacional. De acuerdo a lo establecido en la ley, la cantidad de miembros del concejo representa proporcionalmente a la población del cantón.
Zamora posee 5 concejales, los cuales son elegidos mediante sufragio (Sistema D'Hondt) y duran en sus funciones cuatro años pudiendo ser reelegidos indefinidamente. De los cinco ediles, 3 representan a la población urbana mientras que 2 representan a las 5 parroquias rurales. El alcalde y el vicealcalde presiden el concejo en sus sesiones. Al recién instalarse el concejo cantonal por primera vez los miembros eligen de entre ellos un designado para el cargo de vicealcalde de la ciudad.

### División Política

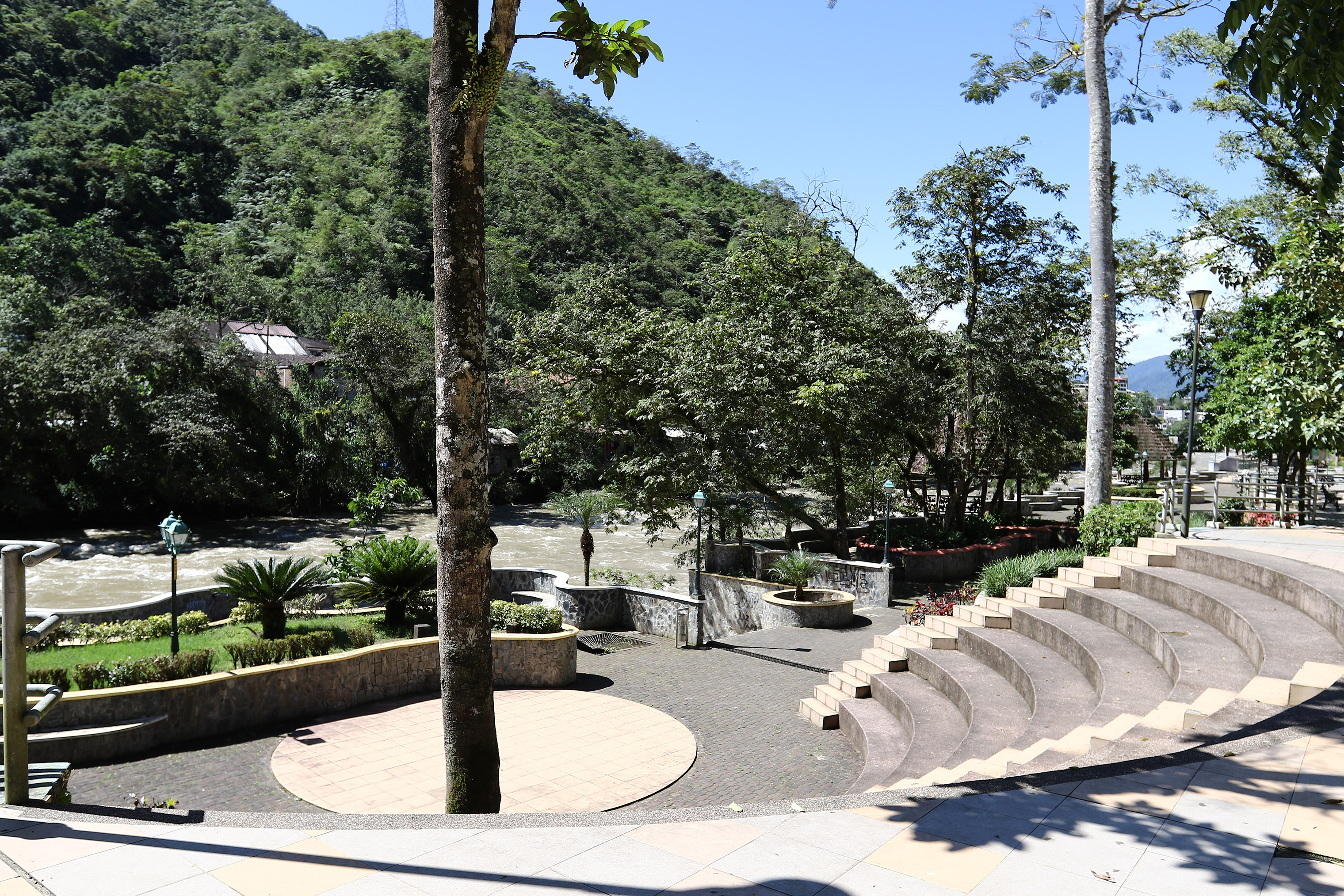
Área verde de la ciudad

El cantón se divide en parroquias que pueden ser urbanas o rurales y son representadas por los Gobiernos Parroquiales ante la Alcaldía de Zamora. La urbe tiene 2 parroquias urbanas, con sus respectivos barrios que son:
| Parroquias urbanas | Barrios |
| ------------------ | --- |
| El Limón           | El Limón |
| Zamora             | Benjamín Carrión El Líbano El Remolino La Albernia La Chacra Las Colinas Pío Jaramillo Alvarado San Francisco (centro de la ciudad) San José Bombuscara Santa Elena 2 de noviembre 10 de noviembre Yaguarzongo Tunantza |

## Turismo
El turismo en una de las industrias más vitales de Zamora y, en los últimos años, está en constante cambio. Zamora es llamada ‘Capital del Paraíso’ o ‘Zamora de los Alcaides’. La ciudad se encuentra con una creciente reputación como destino turístico por su ubicación en plena selva amazónica, una de las siete maravillas naturales del mundo. A través de los años, Zamora ha incrementado su oferta turística; actualmente, el índice turístico creció gracias a la campaña turística emprendida por el gobierno nacional, "All you need is Ecuador". El turismo de la ciudad se enfoca en su belleza natural, interculturalidad, gastronomía, y deportes de aventura. En cuanto al turismo ecológico, la urbe cuenta con espaciosas áreas verdes, y la mayoría de los bosques y atractivos cercanos están bajo su jurisdicción.
El turismo de la ciudad se relaciona íntimamente con el resto del cantón; el principal atractivo del cantón es la naturaleza, dotada de una alta biodiversidad. En la zona se puede visitar las diferentes cascadas, hay variedades de artesanías hechas en balsa y de tagua hechas en otros lugares y revendidas en esta localidad. A través de los años ha continuado con su tradición comercial, y actualmente en un proceso fundamentalmente económico, apuesta al turismo, reflejándose en los cambios en el ornato de la ciudad. Los destinos turísticos más destacados son:

### Zona baja del Parque Nacional Podocarpus
La zona baja del Parque Nacional Podocarpus es de gran importancia para la sociedad zamorana, debido a su alto endemismo y su diversidad de especies en flora y fauna, así mismo, su riqueza en aire y agua pura para la vida, pero por la falta de promoción y difusión turística del mismo se ha creado un problema de afluencia de turistas zamoranos a la zona baja del Parque Nacional Podocarpus,  y también existen diferentes factores que inciden en la poca concurrencia a este atractivo lugar los cuales son: descuido en el mantenimiento de la vía de acceso, insuficiente número de guardaparques idóneos, ausencia de servicio de restaurante, la falta de presupuesto del estado en vista de la austeridad económica.

### Cascadas de Zamora
Desde la parroquia Sabanilla en la vía Loja-Zamora, existen muchas cascadas de las diferentes quebradas tributarias del Río Zamora, las más llamativas son: Cascada La Gentil, Cascada Manto de Novia, Cascada La Rápida y la Cascada Chorrillos. La Cascada Chorrillos en la parroquia El Limón, la más grande de todas, será parte de un proyecto para la construcción de una central hidroeléctrica como en San Ramón.
También existe otra cascada sin nombre, en la vía a Genairo saliendo por el barrio Yaguarzongo.

### Principales instituciones y construcciones
Ya dentro de la ciudad, el tour continua desde el centro de la ciudad en el Parque Central, uno de los más hermosos parques de Zamora y donde se encuentra a su alrededor los edificios privados más altos en construcción; y los principales edificios de instituciones como La Catedral de Zamora, Instituto Técnico "San Francisco" y la Ilustre Municipalidad del cantón Zamora. En el Instituto Técnico "San Francisco" usted puede visitar el Museo "Jorge Mosquera" dedicado a la antropología y arqueología de la provincia.
El nuevo edificio del sindicato provincial de choferes
Continuando hacia el sur se destacan los edificios de instituciones y construcciones como el Consejo Provincial, Dirección Provincial de Educación, Hospital "Julius Doepfner", Centro Comercial y Mercado "Reina del Cisne", ECORAE, Iglesia de La Chacra con su Plazoleta Cívica; los monumentos erigidos en honor a la etnia Shuar y Naya o La Chapetona; el Reloj Gigante de Zamora; y los puentes metálicos, de hormigón y madera sobre los ríos Zamora, Bombuscaro y Jamboé. La principal arteria de la ciudad es la Avenida del Ejército, parte de la gran Carretera Troncal Amazónica.

### Centros de recreación

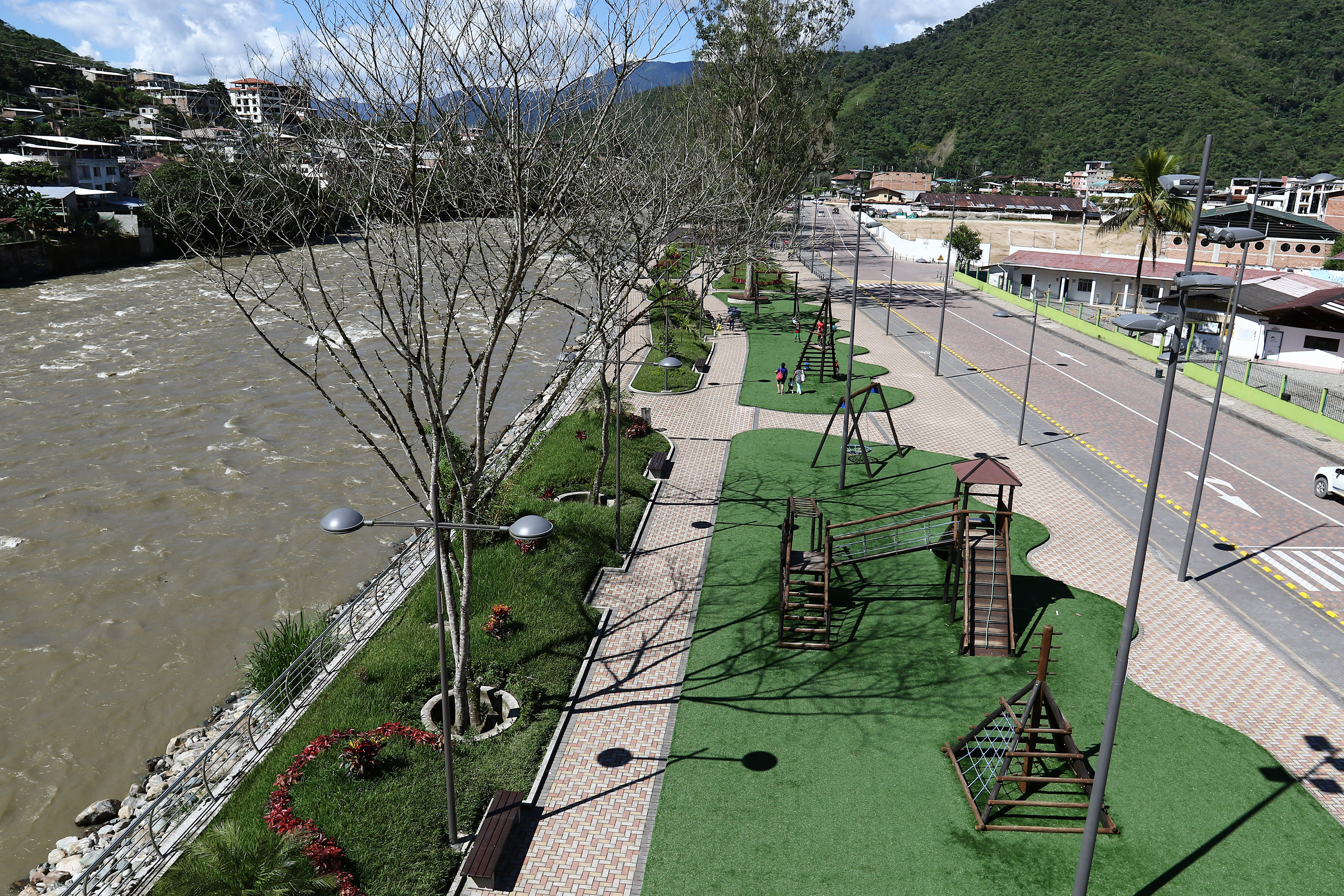
Parque lineal de la ciudad.

Para relajarse, distraerse y hacer deporte tenemos sitios de recreación, como Complejo Turístico y Cultural "Bombuscaro" y el Centro Recreativo Municipal Bombuscaro, dos estadios, dos coliseos de deportes, el balneario natural del río Bombuscaro y Las Playas del Shako.
Si desea tener contacto con la flora y la fauna nativa sin tener que internarse en la selva, tenemos el Jardín Botánico "Marco Jiménez" y el Refugio Ecológico Tzanka con sus remarcables colecciones de plantas y animales respectivamente.
Para terminar, existen varias elevaciones para practicar el excursionismo, como la Loma de las Tres Cruces y el Cerro Coello, de donde usted podrá apreciar una vista panorámica muy hermosa de la ciudad.

### Hoteles y restaurantes
Además la ciudad posee muchos servicios y facilidades para el visitante; existen varios hoteles y hosterías de primera clase como es "Tzanka (enlace roto disponible en Internet Archive; véase el historial, la primera versión y la última).", "Hostería el Arenal", el Hostal Torres Internacional, Hotel Gimyfa, Hostal Maguna, Hotel Chonta Dorada, Hotel Orillas del Zamora, entre otros.
Para deleitar el paladar tenemos los restaurantes: Restaurante "A Orillas del Zamora", Restaurant Las Gemelitas, La Cazuela de la Abuela, 200 Millas, Restaurant Don Pepe, Esmeraldas, King Burger, entre otros.

## Transporte

### Terrestre
El transporte público es el principal medio transporte de los habitantes de la ciudad, tiene un servicio de bus público urbano en expansión, y es una de las pocas ciudades amazónicas que cuenta con uno. El sistema de bus no es amplio y está conformado por una sola empresa de transporte urbano. La tarifa del sistema de bus es de 0,25 USD, con descuento del 50% a grupos prioritarios (menores de edad, adultos mayores, discapacitados, entre otros). Además existen los buses interparroquiales e intercantonales para el transporte a localidades cercanas.
Gran parte de las calles de la ciudad están asfaltadas o adoquinadas, aunque algunas están desgastadas y el resto de calles son lastradas, principalmente en los barrios nuevos que se expanden en la periferia de la urbe.

#### Avenidas importantes
- Del Ejército
- Héroes de Paquisha
- 10 de noviembre
- Diego de Vaca
- Alonso de Mercadillo
- Loja
- Del Maestro
- Mayaicu
- Jamboé

## Educación
La ciudad cuenta con buena infraestructura para la educación, tanto pública como privada. La educación pública en la ciudad, al igual que en el resto del país, es gratuita hasta la universidad (tercer nivel) de acuerdo a lo estipulado en el artículo 348 y ratificado en los artículos 356 y 357 de la Constitución Nacional. Varios de los centros educativos de la ciudad cuentan con un gran prestigio a nivel provincial. La ciudad está dentro del régimen Sierra por lo que sus clases inician los primeros días de septiembre y luego de 200 días de clases se terminan en el mes de julio. Los principales centros educativos de enseñanza secundaria y superior son:

### Secundaria
- Unidad Educativa Fiscal Mixta Luis Felipe Borja del Alcázar
- Unidad Educativa San Francisco de Asís
- Unidad Educativa "12 de Febrero
- Colegio Fiscal "Amazonas"
- Instituto Pedagógico " Jorge Mosquera"
- Unidad Educativa Técnica "Luis Felipe Borja Del Alcázar"
- UNE Chicaña

### Superior
- Universidad Técnica Particular de Loja - Extensión Zamora

## Economía
Zamora es una ciudad de amplia actividad comercial. La ciudad es el mayor centro económico y comercial de la provincia de Zamora Chinchipe y uno de los principales del sur de la región amazónica. Alberga grandes organismos financieros y comerciales del país. Su economía se basa en el comercio, el turismo y la agricultura. Las mayores industrias extracción de la ciudad están conformadas por la maderera y agrícola (piscicultura, avicultura, etc.) Los principales ingresos de los zamoranos son el comercio formal e informal, los negocios, la agricultura y la acuicultura; el comercio de la gran mayoría de la población consta de pymes y microempresas, sumándose de forma importante la economía informal que da ocupación a miles de personas. Las empresas productoras conocidas de la provincia son APEOSAE (Café, Cacao (bebida)), The Inca Trail (Carne deshidratada), NATEM y ATIK (Cerveza artesana) entre otros.
La actividad comercial y los beneficios que brindan se ven también a nivel corporativo, las oportunidades del sector privado al desarrollar modelos de negocios que generen valor económico, ambiental y social, están reflejadas en el desarrollo de nuevas estructura, la inversión privada ha formado parte en el proceso del crecimiento de la ciudad, los proyectos inmobiliarios, urbanizaciones privadas, y oficinas, han ido en aumento, convirtiendo a la ciudad en un punto estratégico y atractivo para hacer negocios en la amazonía.
Durante los años 2019, 2020 y 2021, la extracción de recursos no renovables incrementó significativamente. La provincia de Zamora Chinchipe se caracteriza por sus extensas áreas de vegetación y por ser un territorio de explotación minera, actividad que tomó mayor impulso con la pandemia. Ecsa y Lundin Gold son dos empresas que se dedican a la extracción de minerales en Zamora Chinchipe, convirtiéndose así esta provincia en la tercera en generar recursos no provenientes del petróleo.

## Medios de comunicación
La ciudad posee una red de comunicación en continuo desarrollo y modernización. En la ciudad se dispone de varios medios de comunicación como prensa escrita, radio, televisión, telefonía, Internet y mensajería postal. En algunas comunidades rurales existen telefonía e Internet satelitales.
- Telefonía: Si bien la telefonía fija se mantiene aún con un crecimiento periódico, esta ha sido desplazada muy notablemente por la telefonía celular, tanto por la enorme cobertura que ofrece y la fácil accesibilidad. Existen 3 operadoras de telefonía fija, CNT (pública), TVCABLE y Claro (privadas) y cuatro operadoras de telefonía celular, Movistar, Claro y Tuenti (privadas) y CNT (pública).

- Radiodifusión: Dentro de esta lista se menciona una gran cantidad de sistemas radiales de transmisión nacional y local e incluso de provincias vecinas.

- Medios televisivos: La mayoría son nacionales, aunque se ha incluido canales locales recientemente. El apagón analógico se estableció para el 31 de diciembre de 2018.

## Deporte
La Federación Deportiva de Zamora Chinchipe es el organismo rector del deporte en toda la Provincia de Zamora Chinchipe y por ende en Puyo se ejerce su autoridad de control. El deporte más popular en la ciudad, al igual que en todo el país, es el fútbol, siendo el deporte con mayor convocatoria. El principal recinto deportivo para la práctica del fútbol es el Estadio Nuestra Señora del Carmen. Es usado mayoritariamente para la práctica del fútbol y tiene capacidad para 1000 espectadores. Este estadio es sede de distintos eventos deportivos a nivel local, así como es escenario para varios eventos de tipo cultural, especialmente conciertos musicales.

## Ciudades Hermanadas
En 1982 la ciudad se hermanó con su homónima española para la creación de vínculos entre ciudades.
 Zamora, España